# Land van Saint-Malo

Vlag van Bro Sant Malou

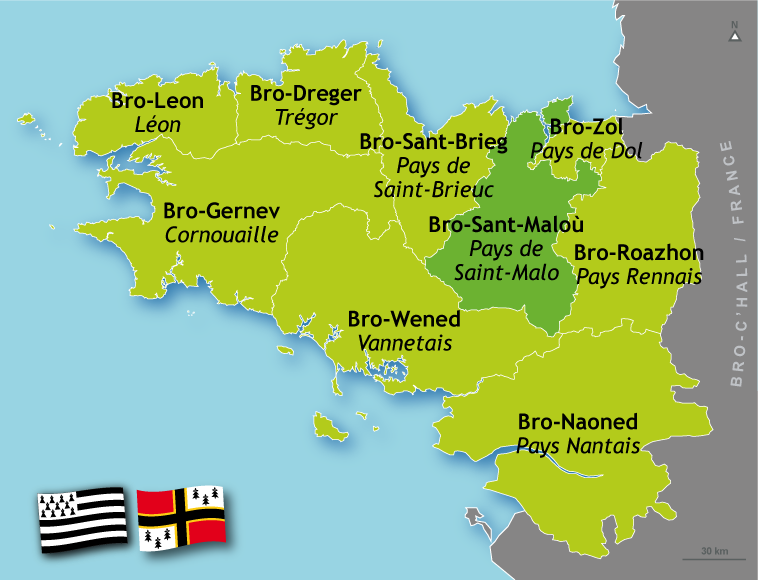
ligging van Bro Sant Malou

Het land van Saint-Malo (Bretoens: Bro Sant Malou) is een historische streek in Bretagne, met als centrum het bisdom van Saint-Malo.
De heilige Machutus, ook Saint Maclou of Saint Malo genoemd, was in de zesde eeuw de stichter van het Bretoense bisdom.
Tegenwoordig bestrijkt het gebied 198 gemeenten op bijna 4.000 km² en ruim 300.000 inwoners.